# Alexis de Samos
Alexis de Samos (grec antic: Ἄλεξις, llatí: Alexis) fou un historiador grec originari de l'illa de Samos que va deixar una obra anomenada Σάμιοι Ὧροι o Ὧροι Σαμιακοὶ ('Annals de Samos'), esmentada per Ateneu de Nàucratis.